# Boris Sandoval Molina
Boris Sandoval Molina, född 23 februari 1987, är en chilensk fotbollsspelare (försvarare) som är kontraktslös. Han spelade under 2014 för Östers IF.